# Cricetulodon
Il cricetulodonte (gen. Cricetulodon) è un roditore estinto, appartenente ai cricetidi. Visse nel Miocene superiore (Vallesiano, circa 9 milioni di anni fa) e i suoi resti fossili sono stati ritrovati in Europa.

## Descrizione
Questo animale, conosciuto principalmente per denti e mandibole, doveva essere molto simile agli odierni criceti, sia per forma che per dimensioni. Cricetulodon è molto importante nella documentazione fossile perché fu il primo della sua linea evolutiva a sviluppare un particolare tipo di dentatura, detta sigmodonte, che presentava una cresta sinusoidale e una superficie di rivestimento piatta sui molari.

## Classificazione
Cricetulodon è stato descritto per la prima volta nel 1965, e gran parte dei fossili attribuiti a questo genere provengono dalla Spagna, dall'Italia e dalla Francia. Cricetulodon è un membro della famiglia dei cricetidi, ed è il primo rappresentante di questa famiglia posto direttamente sulla linea che condurrà agli odierni criceti. Si conoscono varie specie (C. bugesiensis, C. hartenbergeri, C. lucentensis, C. meini e C. sabadellensis), distinte principalmente per la forma dei molari. In particolare, sembra che le specie C. hartenbergeri e C. sabadellensis fossero parte di una linea evolutiva che sviluppò molari a corona particolarmente alta (ipsodontia), che diede infine origine a un cricetide più specializzato, Rotundomys. È possibile che alcune specie di Cricetulodon fossero all'origine del criceto gigante del Gargano (Hattomys). Si suppone che gli antenati di Cricetulodon fossero cricetidi primitivi provenienti dall'Asia.

## Significato dei fossili
L'innovazione evolutiva rappresentata da Cricetulodon e ancor più da Rotundomys è data dai molari sigmodonti e parzialmente ipsodonti. La forma di questi denti è riscontrabile anche in alcuni roditori attuali (ad esempio le arvicole) ed è generalmente associata a una dieta a base di piante dure, come l'erba. Questo cambiamento nella dentatura, oltre a rappresentare una differenza morfologica, fu importante perché generò un cambiamento funzionale nel processo di masticazione di questi animali: dall'originale forma a corona bassa (bunodonte) in cui il movimento dominante era quello trasversale, Cricetulodon e Rotundomys svilupparono un processo di masticazione più complesso, con una componente anteriore-posteriore. Il cambiamento evolutivo da Cricetulodon a Rotundomys, inoltre, fu altamente significativo perché probabilmente indica la diffusione di una vegetazione più dura, come l'erba, nella transizione tra il primo e il tardo Vallesiano.